# 池沢麻奈美
池沢 麻奈美（いけざわ まなみ 、1990年9月22日 - ）は、競技麻雀のプロ雀士。愛知県出身。日本プロ麻雀連盟中部本部所属、第29期生。同団体での段位は二段（2022年9月現在）。

## 略歴
- 2012年 アマチュアとして出場した「第六期夕刊フジ杯争奪麻雀女王決定戦」にて優勝[1]。（副賞の女流モンド杯出場権利はアマのため得られず）
- 2013年 日本プロ麻雀連盟へ合格。プロ雀士となる。
- 同年 「第七期「夕刊フジ杯争奪麻雀女王決定戦」にて、二年連続決勝進出を果たすも、準優勝に終わる。
- 2014年 第八期女流桜花Cリーグ1位となり、Bリーグへの昇級を果たす。
- 2015年 「第13回野口恭一郎賞女性棋士部門」受賞[3]。第13回女流モンド杯への出場権を獲得。
- 2017年　第15回女流モンド杯（MONDO TV）で初優勝。
- 2019年  第17回女流モンド杯にて結婚を発表。

## 人物
- 愛称は「いけちゃん」「いけっち」「女王」[4]
- 守備重視の雀風から、麻雀最強戦でのキャッチフレーズは「麻雀イージスシステム搭載」
- 趣味はゲーム[5]。
- ライバルは「己自身」[5]。
- 夕刊フジ杯生放送ではコミカルな一面も見せる。